# Egyenes bábrésű legyek
Az egyenes bábrésű legyek vagy alsórendű legyek (Orthorrhapha) egy elavult kategória a légyalkatúak (Brachycera) rendszerében. Ma már csak ritkán használják. Korábban a légyalkatúak alrendjének egyik osztaga volt, ahová az ősi, aránylag termetesebb, zömökebb testű, kevésbé sertézett legyek tartoztak.
Az egyenes bábrésű legyek legfontosabb közös sajátosságai:
- az imágó kibúvásakor a báb egyenes vonalban vagy T-alakban pattan fel;
- a lárvák – a katonalegyek kivételével – képesek fejüket a torukba behúzni;
- bábjuk is egységes, ún. szabad báb (pupa libera).

Az újabb kladisztikai és molekuláris biológiai vizsgálatok bizonyították, hogy a báb egyenes vonalú felrepedése nem feltételez származástani egységet, vagyis monofiletikus filogenezist, csak egy pleziomorfia. Ennek alapján az Orthorrhapha csoportot öt alrendágra osztották fel:
- rablólégyalakúak (Asilomorpha);
- katonalégy-alakúak (Stratiomymorpha);
- bögölyalakúak (Tabanomorpha);
- Vermileonomorpha;
- falégyalakúak (Xylophagomorpha).

A valódilégy-alakúak alrendága (Muscomorpha) tulajdonképpen a kerek-bábrésű legyekkel (Cyclorrapha) egyező fogalom.
Az Orthorrhapha csoportot további öregcsaládokra osztották fel, amelyek közül kettő fontosabb.
- Homoeodactyla öregcsalád. Az ide tartozó fajok lábfején 3 tapadópárna van, csápjukon pedig általában gyűrűzött ostorfüggeléket viselnek. Ide tartoznak pl. a katonalegyek és a bögölyök.
- Heterodactyla öregcsalád. Lábfejükön két tapadópárna van. A csápvégíz és az ostorfüggelék soha nem gyűrűzött. Ide tartoznak pl. az óriáslégyfélék, a rablólégyfélék és a pöszörlégyfélék.